# Ágios Konstantínos (ort i Grekland, Västra Grekland)
Ágios Konstantínos (Agios Konstantinos) är en ort i Grekland.   Den ligger i prefekturen Nomós Achaḯas och regionen Västra Grekland, i den centrala delen av landet, 150 km väster om huvudstaden Aten. Ágios Konstantínos ligger 95 meter över havet och antalet invånare är 399.
Terrängen runt Ágios Konstantínos är varierad. Havet är nära Ágios Konstantínos åt nordost.Runt Ágios Konstantínos är det ganska tätbefolkat, med 160 invånare per kvadratkilometer. Närmaste större samhälle är Aígio, 3,1 km öster om Ágios Konstantínos. 